# 중소수성 액체
중소수성 액체(영어: Dense non-aqueous phase liquid, DNAPL)는 물보다 밀도가 높고 물에 잘 녹지 않는 액체이다. 드라이클리닝 용매가 대표적인 예이다.

## 같이 보기
- 경소수성 액체
- 소수성